# Frank Puglia

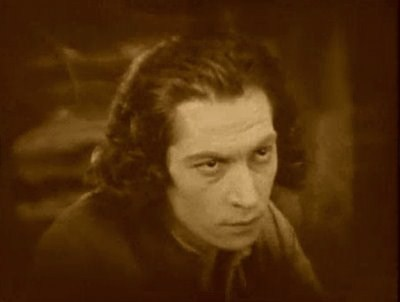
Frank Puglia i sin filmdebut De föräldralösa 1921.

Frank Puglia, född 9 mars 1892 i Linguaglossa, Sicilien, död 25 oktober 1975 i South Pasadena, Kalifornien, var en italiensk-amerikansk skådespelare. Han utvandrade från Italien till USA 1907 och kom att bli en framgångsrik birolls- och smårollsskådespelare i Hollywood.

## Filmografi, urval
- 1921 – De föräldralösa
- 1933 – Middag kl. 8 (ej krediterad)
- 1934 – Män i vitt
- 1935 – Kapten Blod (ej krediterad)
- 1936 – Hans fru och hans sekreterare (ej krediterad)
- 1937 – Sjunde himlen
- 1938 – Kvinnor i tonåren
- 1938 – Luffarmiljonären
- 1939 – Vild och galen
- 1939 – Hjärter är trumf (ej krediterad)
- 1939 – Mr. Smith i Washington (ej krediterad)
- 1940 – Vår flygande reporter
- 1942 – Djungelboken
- 1942 – Casablanca (ej krediterad)
- 1942 – Under nya stjärnor (ej krediterad)
- 1943 – Klockan klämtar för dig
- 1944 – På väg mot Marseille (ej krediterad)
- 1945 – Människor på hotell
- 1947 – Åh, en sån deckare!
- 1947 – Två glada sjömän i Rio
- 1947 – Med våldets rätt
- 1947 – Det förhäxade huset
- 1949 – Norr om Rio Grande
- 1954 – Kanske en Casanova
- 1954 – En stjärna föds (ej krediterad)
- 1958 – Den svarta orkidén
- 1962 – Girls! Girls! Girls!